# Thelonious Monk and Sonny Rollins
Thelonious Monk and Sonny Rollins è un album in studio del pianista e compositore statunitense Thelonious Monk, pubblicato nel 1956.

## Tracce
Tutte le tracce sono state composte da Thelonious Monk, eccetto dove indicato.

Side 1
1. The Way You Look Tonight (Dorothy Fields, Jerome Kern) – 5:13
2. I Want to Be Happy (Irving Caesar, Vincent Youmans) – 7:43
3. Work – 5:18

Side 2
1. Nutty – 5:16
2. Friday the 13th – 10:32

## Formazione
- Thelonious Monk – piano
- Sonny Rollins – sassofono tenore (in The Way You Look Tonight, I Want to Be Happy, Friday the 13th)
- Julius Watkins – corno francese (in Friday the 13th)
- Percy Heath – basso (in Work, Nutty, Friday the 13th)
- Tommy Potter – basso (in The Way You Look Tonight, I Want to Be Happy)
- Art Taylor – batteria (in The Way You Look Tonight, I Want to Be Happy)
- Art Blakey – batteria (in Work, Nutty)
- Willie Jones – batteria (in Friday the 13th)